# Weser
Weser (Vezera) je rijeka u sjeverozapadnoj Njemačkoj. Rijeka je duga 452 km, prolazi kroz grad Bremen i ulijeva se u Sjeverno more kod grad Bremerhavena koji je ujedno i morska luka.
Rijeka nastaje spajanjem rijeka Fulda i Werra kod grada Hann. Münden.
Najveće pritoka rijeke Weser je rijeka Aller.
Ostale pritoke rijeke Weser (i Werra) od izvora prema ušću su:
- lijeve
  - Ulster
  - Fulda, s Eder
  - Diemel
  - Große Aue
  - Hunte

- desne
  - Nesse
  - Aller
  - Lesum

## Vanjske poveznice
|  | Zajednički poslužitelj ima još gradiva o temi Weser |